# Municipio de Hillsdale (Míchigan)
El municipio de Hillsdale (en inglés: Hillsdale Township) es un municipio ubicado en el condado de Hillsdale en el estado estadounidense de Míchigan. En el año 2010 tenía una población de 2033 habitantes y una densidad poblacional de 60,88 personas por km².

## Geografía
El municipio de Hillsdale se encuentra ubicado en las coordenadas 41°54′59″N 84°39′41″O / 41.91639, -84.66139. Según la Oficina del Censo de los Estados Unidos, el municipio tiene una superficie total de 33.4 km², de la cual 31,91 km² corresponden a tierra firme y (4,44 %) 1,48 km² es agua.

## Demografía
Según el censo de 2010, había 2033 personas residiendo en el municipio de Hillsdale. La densidad de población era de 60,88 hab./km². De los 2033 habitantes, el municipio de Hillsdale estaba compuesto por el 97 % blancos, el 0,54 % eran afroamericanos, el 0,3 % eran amerindios, el 0,79 % eran asiáticos, el 0,64 % eran de otras razas y el 0,74 % eran de una mezcla de razas. Del total de la población el 1,97 % eran hispanos o latinos de cualquier raza.